# Kuntaur Area Council
Der Kuntaur Area Council (JAC) ist der Regionalrat des nördlichen Teil der Central River Region im westafrikanischen Staat Gambia mit Sitz in Kuntaur. Den Rat führt ein Vorsteher (englisch Chairman) an. Seit den Regionalwahlen in Gambia 2018 am 12. Mai 2018, ist Saihou Jawara (Gambia Democratic Congress) Amtsinhaber dieser Position.

## Geschichte
Bei den Regionalwahlen 2018 sind folgende Ratsmitglieder gewählt: Musa S. Bah (NRP), Fanta Touray (GDC), Hamet Loum (NRP), Ngangne Ceesay (NRP), Mbemba K. M. Koteh (UDP), Pa Wally Ndimbalan (GDC), Edrissa Ceesay (NRP), Janko Ceesay (UDP), Sorry Darboe (UDP) und Bakary Sowe (GDC).